# Sullivan (Indiana)
Sullivan is een plaats (city) in de Amerikaanse staat Indiana, en valt bestuurlijk gezien onder Sullivan County.

## Demografie
Bij de volkstelling in 2000 werd het aantal inwoners vastgesteld op 4617.
In 2006 is het aantal inwoners door het United States Census Bureau geschat op 4497, een daling van 120 (-2,6%).

## Geografie
Volgens het United States Census Bureau beslaat de plaats een oppervlakte van
5,0 km², geheel bestaande uit land. Sullivan ligt op ongeveer 156 m boven zeeniveau.

## Plaatsen in de nabije omgeving
De onderstaande figuur toont nabijgelegen plaatsen in een straal van 16 km rond Sullivan.